# Кастеллар-Гвидобоно
Кастеллар-Гвидобоно (итал. Castellar Guidobono) — коммуна в Италии, располагается в регионе Пьемонт, в провинции Алессандрия.
Население составляет 401 человек (2008 г.), плотность населения составляет 163 чел./км². Занимает площадь 2 км². Почтовый индекс — 15050. Телефонный код — 0131.
Покровителем населённого пункта считается святой San Gaetano di Thiene.

## Демография
Динамика населения:

## Администрация коммуны
- Официальный сайт: http://www.comune.castellarguidobono.al.it/ Архивная копия от 6 сентября 2010 на Wayback Machine